# Principessa Laurentina
Principessa Laurentina è un romanzo per ragazzi scritto da Bianca Pitzorno e pubblicato per la prima volta nel 1990 da Arnoldo Mondadori Editore, nella collana Gaia Junior e da allora ristampato numerose volte. È il seguito di Speciale Violante, pubblicato l'anno precedente.

## Trama
Barbara, la protagonista, è una ragazza di quattordici anni costretta a trasferirsi a Milano a causa del secondo matrimonio di sua madre, che è anche in attesa di un bambino. Questo cambiamento la obbliga a lasciare Alassio, la città in cui è cresciuta, le sue amiche e ad affrontare una nuova realtà. Oltre alle difficoltà legate al trasferimento, Barbara si trova a confrontarsi con le trasformazioni del proprio corpo durante l'adolescenza, sentendosi goffa e insicura. La nascita della sorellina Laurentina accentua il suo senso di isolamento. 
Dopo un primo anno di liceo molto duro, Barbara fa amicizia con due nuovi compagni di classe e con la bambinaia della sorellina, e inizia ad abituarsi alla nuova vita. All'improvviso però la madre e il patrigno muoiono in un incidente aereo. Barbara viene affidata al padre e torna a vivere ad Alassio, mentre Laurentina viene affidata a due vecchie zie, nobili decadute che vivono in un palazzo popolare della periferia milanese.
Barbara, con le sue amiche Vittoria e Valentina, va a trovarla e, angosciata dall'indifferenza delle zie e dallo squallore degli ambienti dove Laurentina vive, la rapisce, riportandola in treno ad Alassio. Le zie, che avevano accettato la custodia della bambina sperando in una cospicua eredità, approfittano della situazione e la cedono a Barbara senza discutere. Il padre, pur non essendo legato da parentela a Laurentina, accetta di occuparsene. Alla fine si scopre che Barbara e Laurentina sono in effetti titolari di un'assicurazione sulla vita del patrigno e della madre, cosa che consente alla nuova famiglia di organizzarsi in modo più agevole. 
Il romanzo si chiude con un capitolo in cui Barbara si immagina che l'incidente si risolva in modo fiabesco, riportando la madre sana e salva dalle sue figlie.